# Глобальный слой населённых пунктов
Глобальный слой населенных пунктов (англ. Global Human Settlement Layer, GHSL) — это проект Европейской комиссии по созданию глобальных географических данных об эволюции человеческого пребывания на Земле.

## Концепция
Слой изготавливается в виде карт плотности населения, карт застройки и карт поселений. Эта информация создается с использованием новых инструментов интеллектуального географического анализа, основанных на эмпирических данных. Полученная информация используется при изучении развития городов, для создания атласов катастроф, классификации территорий, создания баз данных урбанизации, исследования пространственного развития агломераций, геоинформационного моделирования и картографирования экологических рисков.

## Технология
Система обработки GHSL использует ряд данных: информация переписи населения, архивы мелкомасштабных глобальных спутниковых изображений и добровольно предоставленную географическую информацию. Данные обрабатываются автоматически для получения аналитики и справочной информации, которые методично и объективно описывают результаты пребывания людей и созданной человеком инфраструктуры. В плане развития GHSL закладывается отображение присутствия человека на Земле по информации с 1975 по 2030 год.

## История
В 2010–2011 годах Управление Е «Космос, безопасность и миграция» Объединенного исследовательского центра Европейской комиссии (англ. European Commission's Joint Research Centre, JRC) разработало первоначальную версию концепции GHSL, которая была использована при создании Атласов планеты людей (англ. Atlases of the Human Planet). В настоящее время центр поддерживает деятельность GHSL и сотрудничает с Генеральным директоратом региональной и городской политики (англ. Directorate-General for Regional and Urban Policy, DG REGIO) и Генеральным директоратом оборонной промышленности и космоса (англ. Directorate-General for Defence Industry and Space, DG DEFIS) для разработки регулярной и оперативной системы мониторинга результатов деятельности человека на Земле.